# Campylobacter concisus
Campylobacter concisus è una specie di battere gram-negativo dai requisiti nutrizionali particolarmente definiti: sono mesofili che crescono tanto in condizioni anaerobiche come aerobiche e crescono meglio ad alte concentrazioni di idrogeno. Sono mobili, con presenza di flagelli unipolari o bipolari. Hanno una forma a cavatappi/spirale e risultano essere ossidasi negativi.
È stato descritto per la prima volta da Tanner et al. nel 1981.
Malgrado siano una specie colonizzatrice della cavità orale umana, non è raro trovarne colonie anche nell'apparato digerente, in particolare si è dimostrato come siano particolarmente presenti nei pazienti affetti da IBD In particular, several studies have reported higher intestinal prevalence of C. concisus in patients with IBD compared to healthy controls,, il che ha fatto pensare a una possibile implicazione di questi batteri nell'induzione della malattia di Crohn. Recentemente, a supporto di questa teoria, si è visto come l'inserzione csep1-6bpi nel genoma di questo batterio e il plasmide pSma1 possano essere associati all'apparizione di ulcere molto simili a quelle presentate dai pazienti affetti da questa malattia.
Alcuni studi suggeriscono che C.concisus possa essere composto da due sottospecie fenotipicamente identiche ma genotipicamente diverse: le analisi di AFLP (analysis of amplified fragment length polymorphisms) hanno indicato la possibile presenza di due diverse genomospecie identificate come GS1 e GS2.
.